# Topp (plagg)

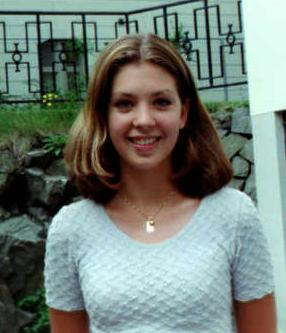
Kvinna i vit topp.

Topp (engelska top) är en modern allmän benämning på damplagg som täcker överkroppen. Vanligen syftar det på en kraglös tröja, body eller linne, mera sällan på en blus eller skjorta. Den ärmlösa tubtoppen täcker endast en del av bålen.
En topp kombineras ofta med kjol eller byxor men kan även bäras under en ärmlös klänning.

En Crop top är en topp som är något kortare så att den inte täcker hela magen.